# Septembre 1882

## Événements
- 1er septembre : élaboration du programme de Linz, œuvre des pangermanistes autrichiens dirigés par Georg von Schönerer, qui appelle de ses vœux la formation d’une Grande Allemande.

- 13 septembre : les troupes nationalistes d'Arabi Pacha sont battues par les Britanniques à Tell el-Kébir. Les troupes britanniques occupent Le Caire. Arabi Pacha doit s'exiler.

## Naissances
- 3 septembre : Willem van Hasselt, peintre français († 23 août 1963).
- 5 septembre : Maurice Toussaint, peintre, dessinateur et illustrateur français († 3 décembre 1974).
- 20 septembre : Boris Chapochnikov, Maréchal de l'Union Soviétique († 26 mars 1945).

## Décès
- 14 septembre : Georges Leclanché ingénieur et industriel français, inventeur de la pile saline.
- 18 septembre : Johann Muckel, braconnier allemand (né le 9 décembre 1814)